# Roberto Blancarte
Roberto J. Blancarte Pimentel (Mazatlán, Sinaloa, 29 de agosto de 1957) es un sociólogo, historiador y científico social mexicano especializado en religión, laicidad y democracia. Es profesor-investigador en El Colegio de México, adscrito al Centro de Estudios Sociológicos, del cual fue director entre el 2006 y el 2012.

## Datos biográficos y académicos
Blancarte se licenció en 1981 en Relaciones Internacionales (El Colegio de México). Desde 1988 es Doctor en Historia y civilizaciones por la Escuela de Altos Estudios en Ciencias Sociales (École des Hautes Études en Sciences Sociales) de París, Francia.
Asimismo Roberto Blancarte es Investigador Asociado del Grupo Sociedades, Religiones, Laicidades (GSRL), de la Escuela Práctica de Altos Estudios (EPHE),(París). Fue fundador y asesor del Programa Interdisciplinario de Estudios sobre las Religiones (PIER) de El Colegio Mexiquense. Fue también fundador del Centro de Estudios de las Religiones en México (CEREM); ha sido miembro del Comité Ejecutivo de la Sociedad Internacional de Sociología de las Religiones (SISR) y ha sido Presidente del Comité de Investigación en Sociología de la Religión de la Asociación Internacional de Sociología (ISA), así como miembro del Comité Ejecutivo de la Latin American Studies Association.
Fue Consejero en la Embajada de México ante la Santa Sede (marzo de 1995 a enero de 1998). En 1998 fue condecorado con la orden de San Gregorio Magno. Desde febrero de 1998 a junio de 1999 desempeñó el puesto de Coordinador de Asesores de la Subsecretaría de Asuntos Religiosos de la Secretaría de Gobernación. Dejó dicho cargo para incorporarse al Centro de Estudios Sociológicos de El Colegio de México.Escribe semanalmente para los diarios Milenio y Noroeste.

### Laicidad y democracia
Sus investigaciones se centran en la relación y evolución del laicidad y democracia, laicidad y soberanía popular. En este sentido defiende que la legitimación del poder político democrático descansa esencialmente en el pueblo (soberanía popular) y no requiere, por tanto, de legitimación alguna de carácter religioso.

## Investigación y proyectos
Líneas de Investigación
- Religiones y creencias en el mundo moderno
- Laicidad y secularización
- Relaciones Iglesia-Estado

Proyectos de Investigación
- Estado laico y Derechos sexuales y reproductivos. El Colegio de México. México.
- Laicidad y secularización en México. El Colegio de México. México.

## Obras
Las principales obras de Blancarte son las siguientes:
Libros
- 1992 - Historia de la Iglesia Católica en México, El Colegio Mexiquense, Fondo de Cultura Económica.
- 1992 - El poder salinismo e Iglesia Católica, Grijalbo.
- 1996 - El Pensamiento Social de Los Católicos Mexicanos, Fondo de Cultura Económica, México.
- 1999 - Perspectivas del fenómeno religioso, Flacso, México.
- 2001 - Un objet de science, le catholicisme, con Emile Poulat, Jean Baubérot y Jean Boussinesq. Bayard.
- 2002 - El Sucesor Del Papa, Grijalbo Mondadori Sa.
- 2003 - El Sucesor de Juan Pablo, Grijalbo.
- 2004 - Entre la fe y el poder (Between Faith and Power), Random House Mondadori.
- 2008 - Cultura e identidad nacional, Fondo de Cultura Económica
- 2008 - Afganistán: La revolución islámica frente al mundo occidental.
- 2008 - (Coord) Los retos de la laicidad y la secularización en el mundo contemporáneo, El Colegio de México AC
- 2008 - Libertad religiosa, Estado laico y no discriminación, Cuadernos de la igualdad, núm. 9 (enlace roto disponible en Internet Archive; véase el historial, la primera versión y la última).
- 2008 - Sexo, religión, y democracia, Editorial Planeta.
- 2008 - El Estado laico, Nostra Ediciones, México DF
- 2013 - Las Leyes de Reforma y el Estado laico: Importancia histórica y validez contemporánea, El Colegio de México/Universidad Nacional Autónoma de México, México DF
- 2013 - Laicidad, religión y biopolítica en el mundo contemporáneo, El Colegio de México/Universidad Nacional Autónoma de México, México DF

Capítulos de libro
- 2008 - Preámbulo, en Liendo George, et al, Memorias del Primer Seminario Internacional Fomentando el Conocimiento de las Libertades Laicas, Lima, El Colegio Mexiquense.
- 2009 - La laicidad como cambio fundamental del Estado, en Peña-Ruiz Henri y Tejedor de la Iglesia César, Antología Laica. 66 Textos comentados para comprender el laicismo, España, Ediciones Universidad de Salamanca, pp. 232-233.
- 2009 - The Changing Face of Religion in the Democratization of Mexico: The case of Catholicism, en Hagopian Francis (editor), Notre Dame, Estados Unidos, pp. 225-257
- 2009 - El modelo de laicidad de Benito Juárez” en Vázquez Josefina, Palacios Guillermo, CEH, El Colegio de México, 34 pp.
- 2010 - Churches, Believers, and the State in Mexico, en Selee Andrew, Peschard Jacqueline, Mexico’s Democratic Challenges', Woodrow Wilson Center, Washington, pp. 785-827

Artículos en revistas a texto completo
- 2009 - «Laïcité au Mexique et en Amérique latine», Archives de sciences sociales des religions, 146 (2009) - Les laïcités dans les Amériques, [En ligne], puesto en línea 1 de julio de 2012. URL : http://assr.revues.org/index21205.html. Consultado 25 de marzo de 2010.
- 2008 - Laicidad y laicismo en América Latina, en Estudios Sociológicos (enlace roto disponible en Internet Archive; véase el historial, la primera versión y la última)., vol. XXVI. México. El Colegio de México, 2008. pp. 139-154.
- 2004 - Definir la laicidad (desde una perspectiva mexicana), Revista internacional de filosofía política, ISSN 1132-9432, Nº 24, 2004, pags. 15-28